# Weasel Stomping Day
"Weasel Stomping Day" ("Día de Aplastar Comadrejas") es una canción del comediante estadounidense "Weird Al" Yankovic que aparece en su álbum Straight Outta Lynwood. Describe un día festivo imaginario donde la gente se pone cascos vikingos y aplasta todas las comadrejas que tenga alrededor con enormes botas blancas. También es una de las 6 canciones del álbum que tiene un video, el cual fue creado para la serie de Cartoon Network Pollo Robot. También se incluyó en el episodio de la serie "The Munnery", el cual se emitió dos días antes del lanzamiento del álbum (24 de septiembre). Yankovic dice que el Día de Aplastar Comadrejas ocurre el 31 de junio, lo cual es obviamente imposible.
En el detrás de cámaras incluido en el DVD del álbum, se descubrió que Yankovic hizo los ruidos de huesos rotos que se oyen en la canción aplastando y triturando vegetales. Los ruidos de comadrejas chillando fueron hechos por la esposa, la hija y el papagayo de Yankovic (respectivamente, Suzanne, Nina y Bo) según los créditos en el álbum.
- Datos: Q4894211